# Polyploca korbi
Polyploca korbi is een vlinder uit de familie van de eenstaartjes (Drepanidae). De wetenschappelijke naam van de soort is voor het eerst geldig gepubliceerd in 1901 door Hans Rebel. Ze is genoemd naar Max Korb, die ze tijdens een van zijn reizen door Anatolië verzamelde.